# Roman Sułkowski
Roman Sułkowski herbu Sulima, ochrzczony jako Roman Edgar Maria Priskus Jan Chrzciciel (ur. 18 czerwca 1897 na zamku w Tannenmühle koło Manzing, zm. 21 grudnia 1940 w Wiedniu) – książę bielski (Fürst von Bielitz) z bielskiej linii magnackiego rodu Sułkowskich .

## Dzieciństwo i młodość
Był młodszym synem, jednym z sześciorga dzieci Aleksandra Edwarda Sułkowskiego (ur. 1856) – VIII księcia bielskiego i księżnej Marii Teresy z domu baronówny Moser von Ebreichsdorf (1872–1940). Dzieciństwo i młodość spędził w cieniu starszego rodzeństwa. Wychowywał się w rodzinnych dobrach rodziców, zamkach Tannenmühle oraz Toót-Soók (Šalgovce)   .

## Służba w wojsku polskim
Po zakończeniu I wojny światowej rozpoczął służbę dla odrodzonego państwa polskiego, głównie podczas wojny polsko-ukraińskiej. 15 grudnia 1918 zaciągnął się do I Bojowej Eskadry Lotniczej w Krakowie, która chrzest bojowy odbyła w listopadzie, wspierając wojska gen. Franciszka Latinika na Śląsku Cieszyńskim. 14 stycznia 1919 eskadra złożona z czterech samolotów otrzymała nazwę 5 eskadra lotnicza (wywiadowcza) i została przerzucona pod Przemyśl, wchodząc w skład III Grupy Lotniczej kpt. pilota Stefana Bastyry, działającej w ramach Armii Wschód, na czele której stał gen. Tadeusz Rozwadowski. Roman walczył najpierw w stopniu podporucznika, następnie porucznika ze specjalnością pilot obserwator . Już w lutym 1919 z por. pilotem Kozradą brał udział w bombardowaniu pozycji pod Husakowem koło Przemyśla, obsadzonych silnie przez wojska ukraińskie. Jego maszyna zniżała się tuż nad linie nieprzyjaciela, co pozwoliło na celne zrzucanie bomb i skuteczny ostrzał z karabinu maszynowego, dzięki czemu przyczynił się do zajęcia miejscowości przez polskie wojsko . Roman podczas całej kampanii odznaczał się zimną krwią i odwagą. Jako jeden z najdzielniejszych oficerów eskadry, brał czynny udział we wszystkich lotach wywiadowczych, relacjami z których przynosił dowództwu operującej grupy wielkie korzyści. Znajdował uznanie u przełożonych na czele z gen. Wacławem Iwaszkiewiczem . 3 maja 1922 został zweryfikowany w stopniu porucznika ze starszeństwem z 1 czerwca 1919 i 73. lokatą w korpusie oficerów aeronautycznych.
Roman pełnił służbę do 17 listopada 1922. Po zakończeniu wojny z Ukrainą jego eskadra znalazła się w strukturach III Dywizjonu Lotniczego i walczyła podczas konfliktu polsko-bolszewickiego, w ramach 6 Armii na froncie południowym. Powierzono im rozkaz powstrzymania armii Budionnego pod Lwowem . Za dokonane czyny podczas walk z Ukraińcami przyznano Sułkowskiemu Krzyż Walecznych, a po zakończeniu wojny Medal Pamiątkowy za Wojnę 1918–1921  .

## Życie prywatne
Jego pierwszą małżonką była młodsza siostra szwagierki, hrabianka Maria Wilhelmina Hardegg auf Glatz und im Machlande (1901–1987), która była po kądzieli praprawnuczką Miłosza I Obrenowića, założyciela dynastii książąt i królów Serbii, panujących w latach 1817–1903. Związek małżeński zawarli 14 lipca 1920 w Wiedniu, a już 4 grudnia tego samego roku przyszła na świat w Zakopanem ich córka Romana (Romana Margerithe Eugenia Anna), którą poślubił w 1947 wiedeński doktor filozofii Robert Karl Herzig (ur. 1911). Małżeństwo Romana z Marią przetrwało zaledwie pięć lat. W 1928 poślubił Bertę Neuhauser (1900–1989), z którą nie miał potomstwa  .

## Pomiędzy Bielskiem, Warszawą i Wiedniem

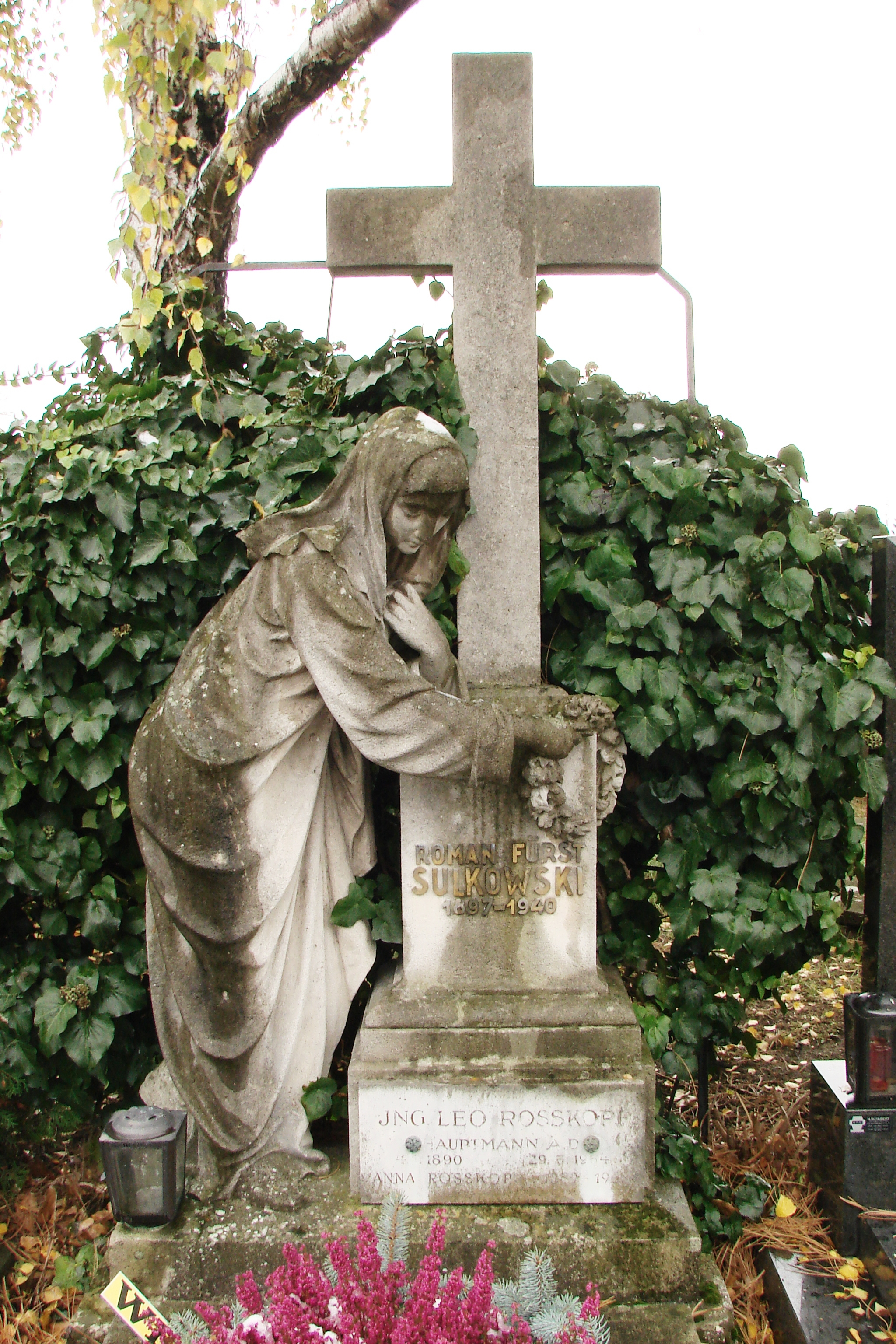
Grób Romana Sułkowskiego na wiedeńskim cmentarzu Hietzing

W imieniu rodziny interesował się możliwością odzyskania dóbr rodowych w Rydzynie oraz niegdyś węgierskiej, a później rumuńskiej Pankocie. Był dyrektorem zarządzającym w wiedeńskim przedsiębiorstwie produkcyjno-handlowym „Land und Forst”, które najprawdopodobniej stanowiło wsparcie handlowe bielskiego fideikomisu. Zasiadał również w radzie nadzorczej przedsiębiorstwa budowlano-architektonicznego Karol Korn i S-ka . Wspierał starszego brata, Aleksandra Ludwika, w zarządzaniu rodowym majątkiem w Bielsku. Dzięki swej patriotycznej i kombatanckiej przeszłości oraz znajomości wśród władz wojewódzkich uzyskał zmniejszenie o połowę wysokiej kwoty podatku spadkowego po śmierci ojca. W celu restrukturyzacji majątku proponował przeniesienie fabryki beczek z Bielsku do tartaku w Wapienicy celem likwidacji kosztów transportu materiału z lasu do miasta. Przyczynił się do polonizacji bielskich dóbr. Celem denuncjacji proniemieckich pracowników fideikomisu nawiązał współpracę z polskim ambasadorem i attache wojskowym RP w Wiedniu. Jego staraniem brat usunął ze stanowiska m.in. nadleśniczego Hugo Nosska słusznie podejrzewanego o współpracę z Niemcami . Sytuacja między braćmi uległa pogorszeniu gdy Aleksander Ludwik poślubił Annę z Mallingerów. Najprawdopodobniej Roman nie aprobował jej proaustriackiego nastawienia, dominującego charakteru i poglądów na administrowanie bielskimi dobrami. Ostatecznie Aleksander Ludwik mimo dotychczasowych zasług pozbawił Romana pełnomocnictw, po czym ten zażądał zwiększenia apanaży z fideikomisu i wyprowadził się do Warszawy a następnie do Wiednia gdzie zmarł. Spoczywa na cmentarzu w dzielnicy Hietzing  .